# Dekarboksylaza aromatycznych L-aminokwasów
Dekarboksylaza aromatycznych L-aminokwasów (EC 4.1.1.28) jest enzymem z klasy liaz. Konkretniej, jest dekarboksylazą, która przeprowadza reakcję dekarboksylacji aromatycznych L-aminokwasów.

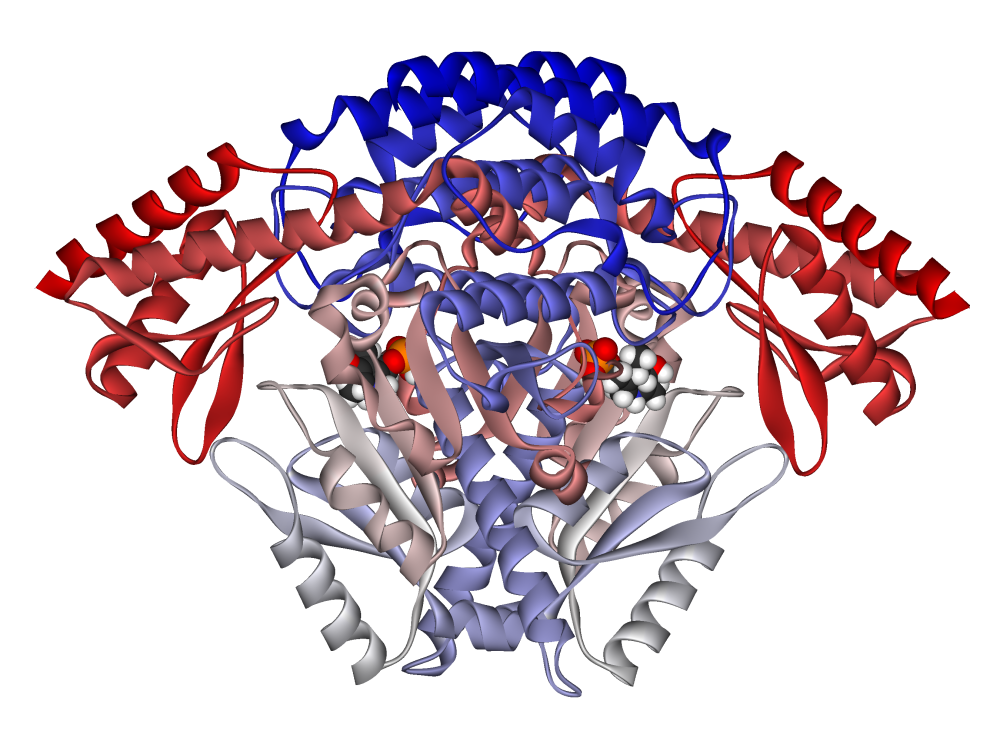
Struktura trójwymiarowa enzymu

## Nazewnictwo
Enzym przeprowadza proces dekarboksylacji na różnych substratach, z tego też powodu posiada kilka nazw. Według nazwy systematycznej jest to dekarboksylaza aromatycznych L-aminokwasów, lecz posiada także kilka innych:
- dekarboksylaza L-DOPA
- dekarboksylaza L-tryptofanu
- dekarboksylaza 5-hydroksytryptofanu

Pomimo iż nazwy wskazują, że substratem może być L-DOPA, L-tryptofan oraz 5-hydroksytryptofan, substratami dla tego enzymu mogą być także: L-fenyloalanina, L-tyrozyna, L-histydyna oraz 5-hydroksykinurenina.

## Reakcje

Dekarboksylacja 5-Hydroksytryptofanu (5-HTP) do serotoniny (5-HT)

Do przeprowadzenia dekarboksylacji, niezbędna jest obecność fosforanu pirydoksalu (aktywna forma witaminy B6), który jest połączony na czas reakcji ze specyficzną resztą lizyny. Dopiero w obecności tego koenzymu dekarboksylaza może przeprowadzić reakcję.
- L-DOPA ⇌ dopamina + CO2
- 5-hydroksytryptofan ⇌ 3-(2-aminoetylo)-1H-indol-5-ol + CO2
- L-tryptofan ⇌ tryptamina + CO2
- L-fenyloalanina ⇌ fenyloetyloamina + CO2
- L-tyrozyna ⇌ tyramina + CO2
- L-histydyna ⇌ 1H-imidazolo-4-etanoamina + CO2
- 5-hydroksykinurenina ⇌ 5-hydroksykinureninoamina + CO2

## Mutacje
Mutacje w genie DDC, kodującym dekarboksylazę aromatycznych L-aminokwasów, mogą mieć związek z pojawieniem się autyzmu oraz wystąpieniem dwubiegunowych zaburzeń afektywnych.